# Est de l'Alagoas

Étendue de la région de l'est de l'Alagoas.

La région de l'est de l'Alagoas est l'une des 3 mésorégions de l'État de l'Alagoas. 

## Microrégions
La mésorégion de l'est de l'Alagoas est subdivisée en 6 microrégions:
- Forêt de l'Alagoas
- Littoral nord de l'Alagoas
- Maceió
- Penedo
- São Miguel dos Campos
- Serrana dos Quilombos